# Coto Minero Cantábrico
Coto Minero Cantábrico és una companyia minera apareguda el novembre de 2008 a conseqüència de la fusió de l'empresa lleonesa Minero Siderúrgica de Ponferrada amb l'asturiana (amb seu a la parròquia de Cerredo) Hullas del Coto Cortés.
El mecanisme fou una absorció de la segona després de la decisió presa a la junta general d'accionistes de juny de 2008.
Després de l'absorció, l'empresa s'ha convertit en la segona companyia minera de l'Espanya darrere de la Unión Minera del Norte. Es preveu una producció a prop dels 1,4 milions de tones de carbó anuals amb una plantilla d'un miler de treballadors. Compta amb quatre centres de treball a les localitats de: Tormaleo, Cerredo, Villablino i a les corresponents al ferrocarril de via estreta de la MSP Ponferrada-Villablino que actualment cobreix la línia entre la central tèrmica de Cubillos del Sil i Villablino a través de la conca del riu Sil.
El propietari i principal accionista és l'empresari miner Victorino Alonso que és també propietari de Unión Minera del Norte.

## Accidents mortals
El migdia del 19 d'octubre de 2009 es produí un despreniment en un fumeral. Com a conseqüència de l'accident un miner, Gerardo Fernández Rubio, hi queda sepultat. Els treballs de rescat es prolongaren vora 2 dies, fins que fou localitzat el cadàver, la matinada del 21 d'octubre.